# István Szili
István Szili (* 26. Dezember 1982 in Szombathely) ist ein ungarischer Profiboxer im Mittelgewicht. Er lebt und trainiert in der Schweiz.

## Amateurkarriere
Der rund 1,78 m große Linksausleger begann 1995 in Kőszeg mit dem Boxsport und bestritt 221 Amateurkämpfe, darunter 165 Siege und 5 Unentschieden. Er wurde 1998 Ungarischer Juniorenmeister im Fliegengewicht, 1999 Ungarischer Schülermeister im Bantamgewicht, 2000 Ungarischer Vize-Juniorenmeister im Leichtgewicht, 2005 Ungarischer Meister im Weltergewicht, 2006 Ungarischer Vizemeister im Weltergewicht und 2007 Ungarischer Meister im Mittelgewicht.
Seine größten Erfolge waren der zweite Platz im Weltergewicht bei den EU-Meisterschaften 2005 in Cagliari (Finalniederlage gegen Neil Perkins), sowie die Goldmedaille im Weltergewicht bei den EU-Meisterschaften 2006 in Pécs (Finalsieg gegen Bülent Ulusoy). In den Monaten März/April 2008 nahm er an den beiden europäischen Olympiaqualifikationsturnieren in Pescara und Athen teil, um einen Startplatz für die Olympischen Sommerspiele 2008 in Peking zu erkämpfen. Er besiegte Alexander Rubjuk aus Estland, Nikolajs Grišuņins aus Lettland und Victor Cotiujanschi aus Moldawien, erlitt jedoch Niederlagen gegen den Griechen Georgios Gazisden, den späteren Olympiasieger James DeGale und den Weltcupsieger Andranik Hakobjan.
Im November 2008 startete er noch bei den 37. Europameisterschaften in Liverpool. Dabei unterlag er erst im Viertelfinale gegen den späteren Europameister Iwan Senaj und erreichte somit Platz 5.
Weitere internationale Großauftritte bestritt er bei den Juniorenweltmeisterschaften 2000 in Budapest, den Weltmeisterschaften 2005 in Mianyang, den Europameisterschaften 2006 in Plowdiw, den EU-Meisterschaften 2007 in Dublin und den Weltmeisterschaften 2007 in Chicago, kam bei diesen Ereignissen jedoch nicht über die Achtelfinalrunde hinaus.
Darüber hinaus ist István Szili mehrfacher Sieger nationaler und internationaler Turniere. So gewann er unter anderem siebenmal den Énekes-Kelemen Cup, fünfmal den Sopron Cup, viermal den Savaria Cup, dreimal den Paks Cup, zweimal den Dobó Cup sowie jeweils einmal das Adler Zsigmond Turnier, den Írottkő Cup, den Grand Prix Dubnica, das Bocskai Turnier und das Box-Am Turnier.

## Profikarriere
István Szili wurde nach der Amateur-EM 2008 in der Schweiz Profi und gewann seinen ersten Kampf am 24. Oktober 2009 in Ascona gegen den Italiener Fares Sahawneh einstimmig nach Punkten. Auch in seinen folgenden 16 Kämpfen blieb er ungeschlagen, dabei gelangen ihm unter anderem Siege gegen die Belarussischen Meister Aliaksander Suschchits und Dsmitri Lubachkin, die Polnischen Meister Mariusz Biskupski und Sebastian Skrzypczynski, die Baltischen Meister Sergei Melis und Daniel Urbanski, sowie den Italienischen Meister Francesco Di Fiore.
Am 23. August 2013 boxte er in Rumänien um die vakante, Interkontinentale Meisterschaft der WBO im Mittelgewicht. Er erzielte dabei gegen den Türken Gökalp Özekler ein Unentschieden, womit der Titel vakant blieb. In seinem nächsten Kampf am 2. Mai 2014 in Italien, boxte er gegen Matteo Signani um die EU-Meisterschaft im Mittelgewicht. Durch eine unbeabsichtigt durch ein Foul bei Szili verursachte Verletzung, wurde der Kampf nach der dritten Runde abgebrochen und unentschieden gewertet.
Im August 2014 besiegte er Mathias Zemski vorzeitig. Im Juli 2015 unterlag er jedoch selbst vorzeitig gegen Antoine Douglas. Eine weitere vorzeitige Niederlage erlitt er im Juli 2016 gegen Nuhu Lawal.
In den folgenden Jahren blieb er unbesiegt. Im Februar 2020 gewann er gegen Jayde Mitchell, im März 2022 gegen Felix Sturm, jeweils nach Punkten.